# Sukošan

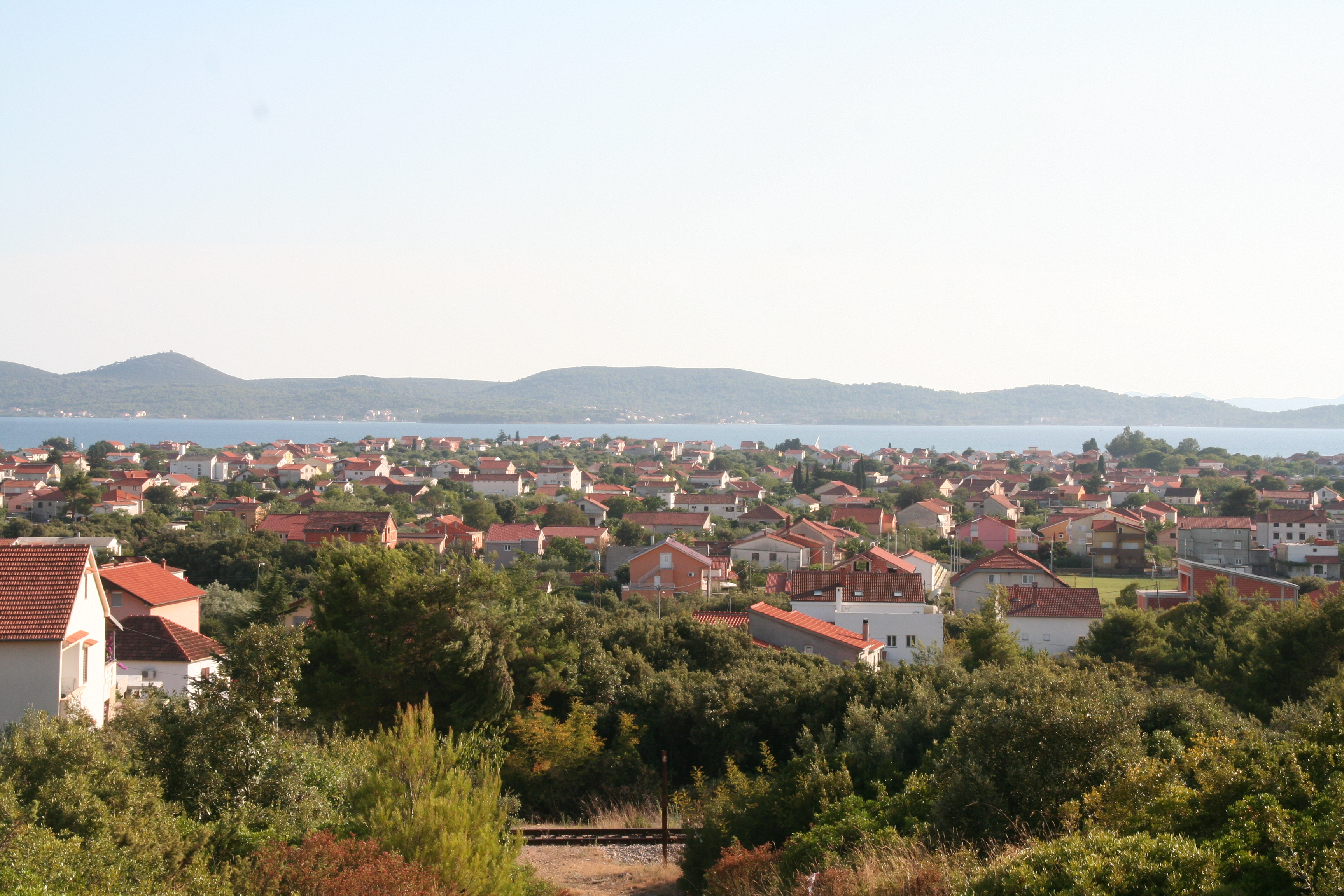

Sukošan est un village et une municipalité située en Dalmatie, dans le comitat de Zadar, en Croatie. Au recensement de 2001, la municipalité comptait 4 402 habitants, dont 98,66 % de Croates et le village seul comptait 2 603 habitants.
Sukošan est un village touristique qui possède la plus grande marina de Dalmatie.

## Localités
La municipalité de Sukošan compte 4 localités :
- Debeljak
- Glavica
- Gorica
- Sukošan